# Twents
Twents – dialekt należący do języka dolnosaksońskiego, używany w regionie Twente, którego głównym ośrodkiem jest miasto Enschede w Królestwie Niderlandów. Nie jest jednak dialektem jednolitym, wykazuje zróżnicowanie geograficzne. Jeden z dialektów dolnosaksońskich w Holandii.